# Jerónimo de Carrión
Jerónimo de Carrión y León (Segovia, c. 1660-Segovia, principios de agosto de 1721) fue un compositor y maestro de capilla español del Barroco.
No debe ser confundido con Jerónimo de León (¿?-1629), compositor y maestro de capilla español.

## Biografía
Carrión nació en Segovia y se formó musicalmente en el coro de infantes de la misma Catedral de Segovia bajo el magisterio de Miguel de Irízar, hecho documentado en un escrito del 26 de agosto de 1678. Permaneció en la capilla de música segoviana como cantor hasta 1687, estudiando composición con Irízar, Juan Bonet de Paredes y brevemente con José Martínez de Arce.
En octubre de 1687, con apenas 21 años, fue nombrado maestro de capilla de la Catedral de Mondoñedo, hasta 1690, cuando fue sucedido por Matías García Benayas. En enero de ese mismo año consiguió el magisterio de la Catedral de Orense, donde solo estuvo hasta noviembre.
El 6 de octubre de 1690 José Martínez de Arce, maestro de capilla de la Catedral de Segovia, había partido a la Catedral de Valladolid, dejando el magisterio segoviano vacante. El cargo le fue entregado, el nombramiento se realizó en noviembre de 1690. Permaneció en el cargo hasta su fallecimiento en la ciudad a principios de agosto de 1721.

## Obra

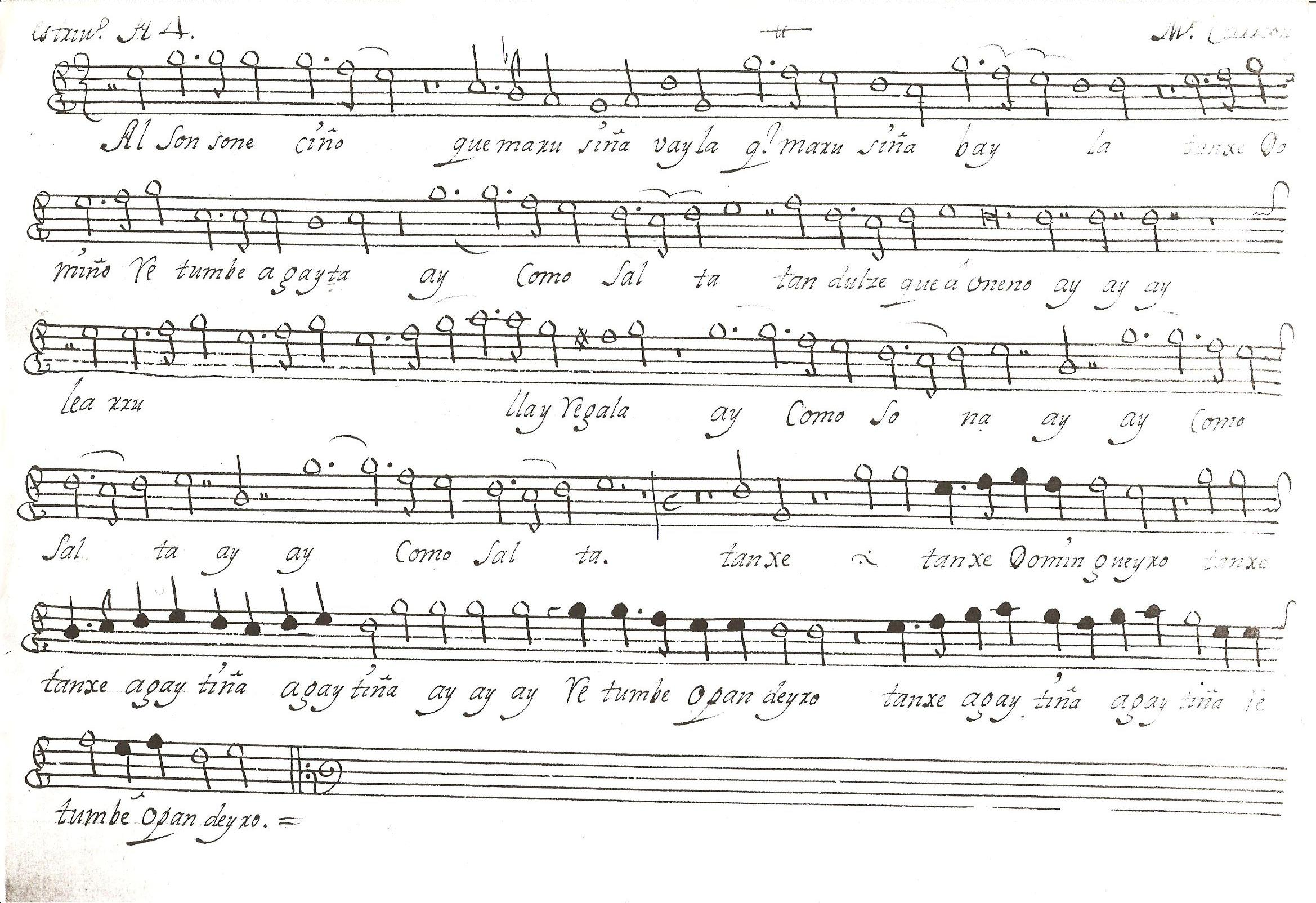
Tiple villancico Jeronimo de Carrión. Fuente: Catedral de Segovia

- 4 misas[7]
- 28 salmos.
- 7 oficios de difuntos
- 6 magnificats
- 12 lamentaciones[8]
- 16 motetes
- más de 500 villancicos.[8][7]

## Discografía
- Carrión Calendas, El Tiempo En Las Catedrales Tonos al Nacimiento, a La Pasión y al Santísimo. Lamentaciones Del Viernes. Capilla Jerónimo de Carrión dir. Alicia Lázaro. Verso. 2006.[9]
- Carrión, Ah de los elementos. 7 villancicos, Capilla Jerónimo de Carrión dir. Alicia Lázaro. Verso. 2007.[10][11]